# Permanent Midnight
Permanent Midnight er en amerikansk komedie-dramafilm fra 1998 instrueret af David Veloz med Ben Stiller i hovedrollen. Filmen er baseret på forfatteren Jerry Stahls autobiografiske bog af samme navn og fortæller historien om Stahls udvikling fra en lille fjernsynsforfatter til sin succes som komedieforfatter hvor han tjente $5,000 om ugen for at skrive manuskripter til programmer fra 1980'erne som Thirtysomething, Moonlighting, og den mest berømte ALF (ændret i filmen til Mr. Chompers). 
Maria Bello medvirker som Kitty, en følgende stoffri overlevende som Stahl refererer til som sin stigning og fald. I filmen medvirker også Owen Wilson som Stahls ven og følgende stofmisbruger, Nicky; Elizabeth Hurley som hans kone, Sandra; og Janeane Garofalo som en Hollywood agent ved navn Jana. Danskeren Connie Nielsen medvirker også i en mindre rolle. Den rigtige Stahl har en gæsteoptræden som en læge på en metadonklinik.
Stillers optræden i filmen fik gode anmeldelser, men filmen klarede den ikke i sin indtjening og blev ikke udgivet særlig vidt omkring. Den er blevet udgivet som DVD i USA og Storbritannien men kun som udgået VHS i Danmark. En soundtrack CD blev også udgivet med det meste af musikken, der kan høres i filmen. Permanent Midnight er den første film skuespillerkollegaerne Owen Wilson og Ben Stiller, spillede sammen i. 

## Medvirkende
- Ben Stiller – Jerry Stahl
- Elizabeth Hurley – Sandra
- Maria Bello – Kitty
- Jay Paulson
- Spencer Garrett
- Owen Wilson – Nicky
- Lourdes Benedicto – Vola
- Fred Willard – Craig Ziffer
- Chauncey Leopardi – Jerry som 16 årig
- Mary Thompson – Grandma Whittle
- Connie Nielsen – Dagmar
- Charles Fleischer
- Liz Torres – Dita
- Douglas Spain – Miguel
- Janeane Garofalo – Jana Farmer
- Cheryl Ladd